# Jean-Claude Trichet
Jean-Claude Trichet (Lyon, 1942. december 20. –) az Európai Központi Bank (EKB) francia elnöke 2003 és 2011 között. Eredeti végzettsége szerint mérnök.

## Pályája

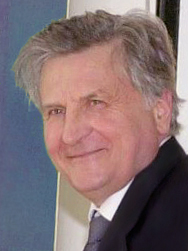
Jean-Claude Trichet a 2001 április 28-án tartott G7 ülésen

Az École nationale supérieure des mines de Nancy-n 1964-ben végzett mérnökként, 1966-ban azonban elvégezte a Párizsi Egyetemet is közgazdaságtan szakon, illetve a Párizsi Politikai Tanulmányok Intézete (Sciences Po) politikatudományi iskolát, majd 1969 és 1971 között az École nationale d'administration államigazgatási főiskolát.
Miután megszerezte a mérnöki diplomát, két évig ezt szakmát űzte, majd a francia közszférában dolgozott különböző beosztásokban. 1976-ban kinevezték az ipari struktúrák javítására létrehozott minisztériumok közti bizottság vezetőjének, a következő évben a gazdasági miniszter, 1978-ban az elnök tanácsadója lett. Ezután vezető államigazgatási posztokat töltött be, miközben a nemzetközi ügyekben is egyre ismertebb lett. 1985-ben a Párizsi Klub elnöke lett, 1987-ben a Nemzetközi Valutaalap és a Világbank társelnöke, 1992-ben az Európai Monetáris Bizottság elnöke.
1993-ban a Banque de France, a Francia Központi Bank elnökévé nevezték ki, majd 1999-ben újabb elnöki ciklust kezdhetett. 2003.
november 1-jén a négy évet az EKB élén töltött Wim Duisenberget váltotta egy olyan kompromisszum eredményeként, amelyben Jacques Chirac francia elnök vitte keresztül akaratát.

## Díjak és kitüntetések
- A Francia Köztársaság Becsületrendjének parancsnoka
- A Francia Köztársaság Nemzeti Érdemrendjének tisztje
- A Német Szövetségi Köztársaság Érdemrendje: Nagykereszt 1. osztály (2011)
- A Hesseni Érdemrend lovagja (2011)
- Az Európa jövőképe Díj, egy nagyobb európai integrációért végzett közreműködéséért (2008)
- A Collier Alapítvány Európai Érdemrendje (2013. március 6.)
- Az Orange-Nassau Rend Nagy Lovagkeresztje (2011. január 21.)
- A Lengyel Köztársaság Érdemrendjének Nagykeresztje Csillaggal (2011)
- A Henrik Herceg Rend Negykeresztje (2010. május 6.)
- A Szófiai Nemzeti és Világgazdasági Egyetem Díszdoktora